# 浮田郷次
浮田 郷次（うきた ごうじ）は、戦前日本の外交官。シンガポール総領事や、宮内省閑院宮付式部官を務めた。浮田和民の甥。

## 人物
熊本藩士浮田眞郷の二男として熊本市で生まれる。浮田和民の甥にあたる。1889年から高等商業学校（現一橋大学）で学び、1894年に第一回書記生登用試験に合格し、外務省書記生となった。在上海総領事代理、在バタビヤ領事、在バンクーバー領事、在シンガポール総領事、宮内省閑院宮付式部官を経て、1934年に退官後、外務省嘱託、日本学術振興会嘱託。

## 栄典
- 1921年 従五位高等官三等[9]、オラニエ・ナッソー勲章第四等[10]
- 1925年 従四位[11]

## 回顧録
- 『伯爵林董伝』（1938年（初稿）、未刊行)